# Lotus 107B
Der Lotus 107B war ein Formel-1-Rennwagen des britischen Rennstalls Lotus, der in der Formel-1-Saison 1993 eingesetzt wurde.

## Technische Daten
Der Lotus 107B ist eine Weiterentwicklung des Lotus 107. Das Getriebe, ein Schwachpunkt des alten Fahrzeugs, wurde verstärkt. Die Besonderheit des Lotus 107B war jedoch seine aktive Radaufhängung, die elektronisch gesteuert die Bodenfreiheit des Chassis regeln konnte. Das System stellte sich jedoch als unzureichend heraus und war eine Ursache des schweren Trainingsunfalls von Alessandro Zanardi beim Großen Preis von Belgien ausgangs der Kurve Eau Rouge. Zanardi musste infolge der hierbei erlittenen Verletzungen für den Rest der Saison durch Pedro Lamy ersetzt werden.
Das Monocoque war aus kohlenstofffaserverstärktem Kunststoff gefertigt. Insgesamt wurden sechs Chassis gebaut. Angetrieben wurde der Lotus 107B von einem 130 kg schweren Ford-Cosworth-HB-V8 mit 3.494 cm³ Hubraum. Bei einer Drehzahl von etwa 12.800/min entwickelte er eine Leistung von 493 kW. Motorelektronik und Zündsystem stammten von Cosworth. Das von Lotus und Xtrac entwickelte halbautomatische Getriebe hatte sechs Vorwärts- und einen Rückwärtsgang. Darüber hinaus hatte der Rennwagen eine Antriebsschlupfregelung. Die Bremsanlage stammte von AP. Der Tank fasste 200 Liter.

## Sponsor
Hauptsponsoren des Teams waren der zu BP-Gruppe gehörende britische Mineralölkonzern Castrol sowie der japanische Elektronik- und Maschinenbaukonzern Hitachi. Weitere Werbeträger waren unter anderen der Baumaschinenhersteller Komatsu, Modellbauhersteller Tamiya, der Klebemittelhersteller Loctite sowie der Pharmakonzern Shionogi.

## Saisonverlauf
| Fahrer               | Nr.                  | 1   | 2 | 3 | 4   | 5   | 6   | 7  | 8   | 9   | 10  | 11  | 12  | 13  | 14  | 15  | 16  | Punkte | Rang |
| -------------------- | -------------------- | --- | - | - | --- | --- | --- | -- | --- | --- | --- | --- | --- | --- | --- | --- | --- | ------ | ---- |
| Formel-1-Saison 1993 | Formel-1-Saison 1993 |     |   |   |     |     |     |    |     |     |     |     |     |     |     |     |     | 12     | 5.   |
| A. Zanardi           | 11                   | DNF | 6 | 8 | DNF | 14* | 7   | 11 | DNF | DNF | DNF | DNF | DNS |     |     |     |     | 12     | 5.   |
| P. Lamy              | 11                   |     |   |   |     |     |     |    |     |     |     |     |     | 11* | DNF | 13* | DNF | 12     | 5.   |
| J. Herbert           | 12                   | DNF | 4 | 4 | 8*  | DNF | DNF | 10 | DNF | 4   | 10  | DNF | 5   | DNF | DNF | 11  | DNF | 12     | 5.   |

| Legende  | Legende            | Legende                                                          |
| Farbe    | Abkürzung          | Bedeutung                                                        |
| -------- | ------------------ | ---------------------------------------------------------------- |
| Gold     | –                  | Sieg                                                             |
| Silber   | –                  | 2. Platz                                                         |
| Bronze   | –                  | 3. Platz                                                         |
| Grün     | –                  | Platzierung in den Punkten                                       |
| Blau     | –                  | Klassifiziert außerhalb der Punkteränge                          |
| Violett  | DNF                | Rennen nicht beendet (did not finish)                            |
| Violett  | NC                 | nicht klassifiziert (not classified)                             |
| Rot      | DNQ                | nicht qualifiziert (did not qualify)                             |
| Rot      | DNPQ               | in Vorqualifikation gescheitert (did not pre-qualify)            |
| Schwarz  | DSQ                | disqualifiziert (disqualified)                                   |
| Weiß     | DNS                | nicht am Start (did not start)                                   |
| Weiß     | WD                 | zurückgezogen (withdrawn)                                        |
| Hellblau | PO                 | nur am Training teilgenommen (practiced only)                    |
| Hellblau | TD                 | Freitags-Testfahrer (test driver)                                |
| ohne     | DNP                | nicht am Training teilgenommen (did not practice)                |
| ohne     | INJ                | verletzt oder krank (injured)                                    |
| ohne     | EX                 | ausgeschlossen (excluded)                                        |
| ohne     | DNA                | nicht erschienen (did not arrive)                                |
| ohne     | C                  | Rennen abgesagt (cancelled)                                      |
| ohne     | keine WM-Teilnahme |                                                                  |
| sonstige | P/fett             | Pole-Position                                                    |
| sonstige | 1/2/3/4/5/6/7/8    | Punktplatzierung im Sprint-/Qualifikationsrennen                 |
| sonstige | SR/kursiv          | Schnellste Rennrunde                                             |
| sonstige | *                  | nicht im Ziel, aufgrund der zurückgelegten Distanz aber gewertet |
| sonstige | ()                 | Streichresultate                                                 |
| sonstige | unterstrichen      | Führender in der Gesamtwertung                                   |